# Esarcato apostolico di Grecia
L'esarcato apostolico di Grecia (in latino: Exarchatus Apostolicus Graeciae) è una sede della Chiesa cattolica greca di rito bizantino, immediatamente soggetta alla Santa Sede. Nel 2021 contava 6.000 battezzati. È retto dal vescovo Manuel Nin, O.S.B.

## Territorio
L'esarcato apostolico estende la sua giurisdizione su tutti i fedeli cattolici di rito bizantino di Grecia.
Sede dell'esarcato è la città di Atene, dove sorge la cattedrale della Santissima Trinità.
Il territorio comprende 2 parrocchie.

## Storia
L'esarcato apostolico è stato eretto l'11 giugno 1932, ricavandone il territorio dall'esarcato apostolico della Turchia d'Europa (oggi esarcato apostolico di Costantinopoli).

## Cronotassi dei vescovi
Si omettono i periodi di sede vacante non superiori ai 2 anni o non storicamente accertati.
- George Calavassy † (11 giugno 1932 - 7 novembre 1957 deceduto)
- Hyakinthos Gad † (17 febbraio 1958 - 1975 dimesso)
- Anárghyros Printesis † (28 giugno 1975 - 23 aprile 2008 ritirato)
- Dīmītrios Salachas † (23 aprile 2008 - 2 febbraio 2016 ritirato)
- Manuel Nin, O.S.B., dal 2 febbraio 2016

## Statistiche
L'esarcato apostolico nel 2021 contava 6.000 battezzati.
| anno | popolazione | popolazione | popolazione | presbiteri | presbiteri | presbiteri | presbiteri                | diaconi | religiosi | religiosi | parrocchie |
| anno | battezzati  | totale      | %           | numero     | secolari   | regolari   | battezzati per presbitero | diaconi | uomini    | donne     | parrocchie |
| ---- | ----------- | ----------- | ----------- | ---------- | ---------- | ---------- | ------------------------- | ------- | --------- | --------- | ---------- |
| 1950 | 1.710       | 7.800.000   | 0,0         | 14         | 14         |            | 122                       |         |           | 20        | 3          |
| 1970 | 3.000       | ?           | ?           | 15         | 15         |            | 200                       |         |           | 34        | 2          |
| 1980 | 2.500       | ?           | ?           | 14         | 14         |            | 178                       |         |           | 22        | 2          |
| 1990 | 2.300       | ?           | ?           | 12         | 12         |            | 191                       |         |           | 17        | 2          |
| 1999 | 2.300       | ?           | ?           | 8          | 8          |            | 287                       | 2       |           | 10        | 3          |
| 2000 | 2.300       | ?           | ?           | 7          | 7          |            | 328                       | 2       |           | 10        | 3          |
| 2001 | 2.300       | ?           | ?           | 7          | 7          |            | 328                       | 1       |           | 10        | 3          |
| 2002 | 2.300       | ?           | ?           | 7          | 7          |            | 328                       | 1       |           | 10        | 3          |
| 2003 | 2.300       | ?           | ?           | 8          | 8          |            | 287                       | 2       |           | 10        | 3          |
| 2004 | 2.300       | ?           | ?           | 8          | 8          |            | 287                       | 2       |           | 10        | 3          |
| 2009 | 2.500       | ?           | ?           | 11         | 11         |            | 227                       | 1       |           | 15        | 3          |
| 2013 | 6.000       | ?           | ?           | 7          | 7          |            | 857                       |         |           | 15        | 3          |
| 2016 | 6.000       | ?           | ?           | 7          | 7          |            | 857                       |         |           | 11        | 3          |
| 2019 | 6.000       | ?           | ?           | 7          | 7          |            | 857                       |         |           | 9         | 4          |
| 2021 | 6.000       | ?           | ?           | 8          | 8          |            | 750                       |         |           |           | 2          |